# Jean-Baptiste Charles Bouvet de Lozier
Jean-Baptiste Charles Bouvet de Lozier (Pleudihen-sur-Rance, 14 de Janeiro de 1705 - Pleudihen-sur-Rance, 1786), foi um navegador e explorador francês, governador das Ilhas Mascarenhas, e descobridor da Ilha Bouvet.

## Biografia
Jean-Baptiste de Lozier nasceu na comuna francesa de Pleudihen-sur-Rance, em 1705. Aos sete anos ficou órfão, e a sua educação é feita em Paris. Segue para Saint-Malo. onde estuda navegação. Torna-se tenente da Companhia Francesa das Índias Orientais, em 1731.
Após convencer o seu patrão, Lozier consegue arranjar de dois navios, o L'Aigle e o Marie, para explorar o Atlântico sul. Parte de Lorient, em 19 de julho de 1738. Após uma paragem na ilha de Santa Catarina, ao largo da costa do Brasil, em outubro, Lozier segue o seu rumo para sul. Em 1 de janeiro de 1739, Lozier descobre a ilha de Bouvet, a qual recebe o seu nome. Lozier é obrigado a sair da ilha, pois a sua tripulação fica doente, e regressa a França, fazendo uma paragem no Cabo da Boa Esperança, em 24 de Fevereiro.
Dez anos após a descoberta da ilha, Lozier é nomeado governador das Ilhas Mascarenhas, por duas vezes (1750-1752, 1757-1763).
Atualmente, a ilha que recebe seu nome pertence à Noruega e é uma área de proteção ambiental.